# Art Blakey
Arthur (Art) Blakey (Pittsburgh, Pensilvânia 11 de Outubro de 1919 – 16 de Outubro de 1990). Também conhecido como  Abdullah Ibn Buhaina, foi um baterista e líder de banda americano. Junto com Kenny Clarke e Max Roach, foi um dos inventores do estilo bebop na bateria. É conhecido como um músico enérgico.

## Biografia
Art Blakey é o filho adotivo de um homem religioso, pertencente à Igreja  Adventista do Sétimo Dia, o que o influenciou bastante para aprender a tocar. Começou aprendendo na Igreja a tocar piano, mas quando o dono do clube onde Art tocava mandou ele sair do piano e ir tocar a bateria sua carreira no piano acabou de forma drástica. Art foi usurpado pelo exímio pianista Erroll Garner, porém, essa aparente derrota se tornou uma virada do destino que possibilitou a Art se tornar um dos mais memoráveis bateristas da história.
Na juventude, Art Blakey se tornou pupilo do lendário baterista Chick Webb, o que serviu de grande aprendizado para Art.
Em 1937, Art voltou para Pittsburgh, sua cidade natal, e formou sua própria banda junto com a pianista Mary Lou Williams. Com sua banda, Art tornou-se conhecido. Em 1939, começou uma turnê de três anos junto com Fletcher Henderson. Passou alguns anos em turnê, ao lado de vários artistas famosos como Charlie Parker e Sarah Vaughan. Em 1948, Art Blakey visitou a Africa, onde aprendeu a tocar bateria polirrítmica e onde se converteu ao Islamismo, adotando o nome Abdullah Ibn Buhaina.
Em 1954 Art gravou um concerto ao vivo na casa de show Birdland
Art fez incessantes turnês ao longo dos anos, com sua banda, a Jazz Messengers, Art tocou no Jazz Messengers até sua morte em 1990.